# Rökmaskin

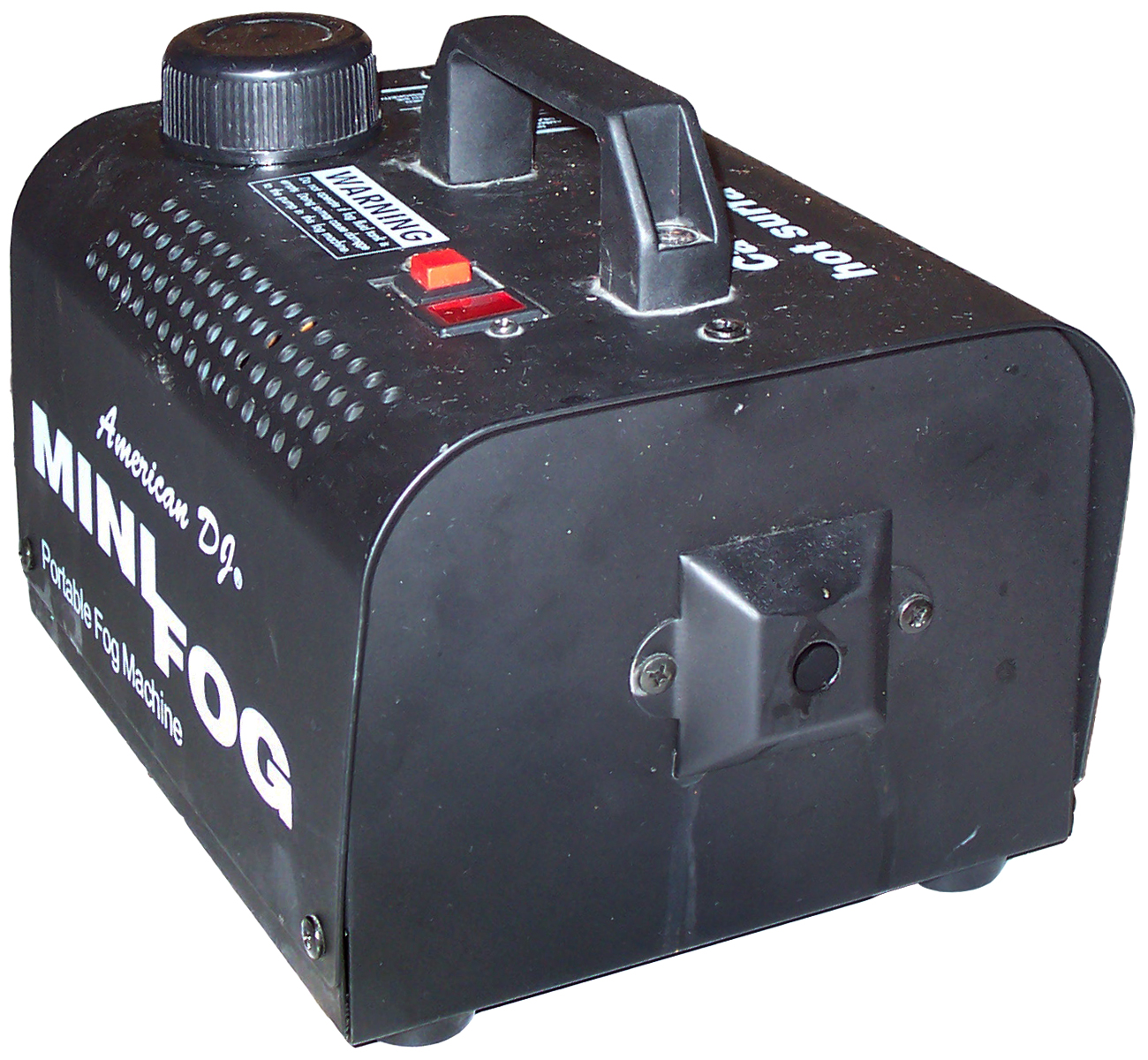
En rökmaskin för privatbruk.

En rökmaskin är en maskin som skapar en atmosfärisk rökeffekt. Rökmaskiner använder sig av en speciell tillsats, en sorts "rökvätska", där olika sorter kan ge olika typer av rök. Rökmaskinen är ett vanligt komplement på klubbar och som specialeffekt på musikkonserter, samt i film och på TV.
En rökmaskin fungerar så att den med en elektrisk pump transporterar rökvätskan genom en spiral av rör som upphettats kraftigt. Rökvätskan förångas då och slungas ut ur maskinen genom ett munstycke, varpå den bildar en kraftig, vit rök. Till skillnad från kolsyrerök, som håller sig nära golvet, sprids röken från en rökmaskin jämnt i ett rum, från golv till tak.

## Användning
Rökmaskiner används oftast då de aktiva beträder anläggningen, framför allt i sport-, ishockey-, och teaterevenemang. Det är även vanligt att använda rökmaskiner på pop- och rockkonserter. 2006 blev det en trend även bland dansbanden. 2008 införde Sverige en lag som gav handikappade rätt till ökad tillgänglighet, och möjliggjorde polisanmälan av dem som nonchalerar lungskadade .

## Olika typer av rökmaskiner

### Konventionell rökmaskin
Konventionell rökmaskiner förångar vätskan, har en uppvärmningstid och kan starta brandlarm då röken betraktas som brandrök av optiska rökdetektorer. Röken ligger inte kvar under längre tid utan endast under en begränsad tid.

### Hazer/Cracker
Dessa maskiner finfördelar vätskan till ytterst små droppar, som ligger kvar i lokalen under en längre tid än den konventionella rökmaskinens rök. Dessutom fungerar de ofta direkt efter inkoppling utan uppvärmningstid.  
Det finns två huvudtyper av "dimmaskiner". Den ena typen har inbyggd kompressor, dessa låter som en kompressor.Finns även med extern kompressor och då kan kompressorn placeras i ett angränsande rum för att inte höras. Andra har gastub, dessa är helt tysta, men hantering av gastuber krävs. Det är dessa varianter som används vid shower då man vill ha en jämn dimma för att lyfta fram ljuset, dock kompletteras det ofta med vanliga rökmaskiner då dessa ger mer "rökkänsla".

### Kolsyreis
Dessa maskiner är egentligen en stor tryckbehållare som man kokar vatten i. När vattnet är uppvärmt sänker man ner en korg med kolsyreis däri. Detta ger en rök som "rinner" över golvet och är en välkänd effekt inom teater- och show-branschen.
Modernare varianter finns som har inbyggd kylning, ungefär som ett kylskåp.

## Hälsoskada
I Sverige måste rökmaskiner vara testade och godkända. 
Vätskan som används i rökmaskiner er mineraloljor eller glykoler som kan ge symptomer i luftvägarna om man andas in för höga halter. Personer med astma eller andra lungskador samt barn, kan vara extra känsliga. Man måste ha kontroll på hur höga nivåer som produseres, och att man ligger klart under de gränsvärden og normer som finns för oljedimma och glykoler. 